# الجامعة الملكية المغربية للمبارزة
الجامعة الملكية المغربية للمبارزة (FRME) هو الإتحاد الرياضي المغربي المكلف بتسيير وإدارة رياضة المسايفة بهدف تعزيز ممارستها في المغرب. ويضم الإتحاد حاليا 15 جمعية منتسبة و440 مرخصا لها.